# 23:55
23:55 är det tolfte studioalbumet av Bo Kaspers orkester, utgivet 22 november 2019 på Sony/Columbia

## Låtlista
All musik av Bo Kaspers orkester.
1. "Det rullar på" – 4:37
2. "Min kärlek" – 3:58
3. "Gud ger ingen allt" – 4:15
4. "Vill du dansa" – 3:39
5. "I baren"  – 3:26
6. "Nu blev det dumt" – 4:28
7. "Den sista resan" – 3:22
8. "Finaste" – 5:41
9. "Där vill jag vara" – 5:19
10. "När du rör mig" – 3:45
11. "Nu ska jag gå" – 3:03

## Medverkande
Bo Kaspers orkester
- Bo Kasper – sång, gitarr
- Michael Malmgren – bas
- Fredrik Dahl – trummor
- Mats Schubert – keyboard, gitarr